# Ржаксинский, Виктор Альбертович
Виктор Альбертович Ржаксинский (род. 28 октября 1967 год) — советский и украинский велогонщик. Заслуженный мастер спорта СССР (1991).

## Карьера
Спортом начал заниматься в Кременчуге, в школе велоспорта в поселке Молодёжном. Его тренерами были Александр Радченко и Виктор Петрович Дементьев.
В армии служил с ЦСКА. Благодаря этому попал в сборную. 
В 1991 году победил на знаменитой Велогонки Мира, Гран-при Сочи и стал яемпионом мира в индивидуальной шоссейной гонке среди любителей. После этого становится профессионалом., выступая в 1991—1993 годах за испанские профессиональные команды — Seur—Otero, Seur и Deportpublic. 
Принял участие в Вуэльта Испании 1993 года, где занял 82-е место в общем зачёте.
Завершил карьеру в 26 лет.

## Достижения
1990
2-й на Cinturón a Mallorca
3-й на Tour du Hainaut (так назывался Тур Валлонии в то время)
1991
 1-й на Чемпионат мира — индивидуальная гонка среди любителей
1-й на Велогонки Мира